# 10351 Seiichisato
10351 Seiichisato eller 1992 SE1 är en asteroid i huvudbältet som upptäcktes den 23 september 1992 av de båda japanska astronomerna Kazuro Watanabe och Kin Endate vid Kitami-observatoriet. Den är uppkallad efter Seiichi Sato.
Asteroiden har en diameter på ungefär 9 kilometer och den tillhör asteroidgruppen Eunomia.